# 格勒茨贝格
格勒茨贝格是奥地利上奥地利州因河畔布劳瑙县的一个市镇。总面积37.53平方公里，总人口1105人，人口密度29.4人/平方公里（2005年）。